# Hannibal TV
Hannibal TV (arabisch قناة حنبعل) ist der erste tunesische Privatfernsehsender. Er ist nach dem karthagischen Feldherrn Hannibal benannt. 
Das Programm konkurriert mit dem ersten staatlichen Programm Télévision Tunisienne 1 und hatte dieses für einige Jahre in der Zuschauergunst übertroffen.
2008 wurden zwei Ableger, Hannibal Orient mit Programm für den Nahen Osten und Hannibal Elferdaws mit religiösen Programmen, gestartet. Aus finanziellen Gründen wurden beide Sender 2010 wieder eingestellt.